# Średniowiecze (singel)
Średniowiecze – pierwszy singel zespołu Deuter, wydany przez firmę Tonpress w 1985 roku. Deuter – jeden z prekursorów polskiego punkrocka na tym singlu przedstawił próbkę nowego repertuaru – łącząc punk z soulem i funkiem.

## Lista utworów
1. „Średniowiecze” (P. Rozwadowski) – 4:04
2. „Złe myśli” (P. Rozwadowski) – 4:12

## Skład
- Paweł „Kelner” Rozwadowski – wokal, gitara
- Beata Pater – wokal
- Piotr Nalepa – gitara
- Tomasz „Kciuk” Jaworski – gitara basowa
- Piotr „Fala” Falkowski – perkusja